# Chiesa di Santiago (Sangüesa)
La chiesa di Santiago, in spagnolo Iglesia de Santiago, è un luogo di culto cattolico del comune spagnolo di Sangüesa nella comunità autonoma di Navarra. Posta sul Camino Aragonés del Cammino di Santiago di Compostela la sua costruzione risale al XII secolo. La chiesa, che ha dignità parrocchiale, in Spagna è considerata un Bien de Interés Cultural.

## Storia
La chiesa ha origine romanica e viene citata per la prima volta nel 1144 in un documento papale. La sua costruzione venne completata circa due secoli più tardi, nel 1365. Alcuni lavori di ampliamento furono realizzati nel XVIII secolo quando venne aggiunta una cappella laterale.

## Descrizione

### Esterni
La chiesa si trova nel centro storico cittadino di Sangüesa e rappresenta un esempio di architettura di transizione tra stile romanico e stile gotico.
La facciata è caratterizzata dal notevole portale romanico con tre coppie di colonne a reggere l'arco ogivale su tre livelli. La lunetta sopra la porta è arricchita dalla scultura policroma raffigurante il titolare Santiago tra due pellegrini. La torre campanaria si trova in posizione centrale e arretrata, concluso da merlature e con cella che si apre con quattro coppie di finestre a monofora.

### Interni
La sala ha pianta basilicale e si divide in tre navate, con quella centrale di maggiore altezza. L'altare maggiore risale al XVI secolo.